# Banfield
Banfield és una ciutat argentina situada al sector nord del partit de Lomas de Zamora, a la zona sud de l’Àrea Metropolitana de Buenos Aires, dins la província de Buenos Aires. Limita amb Remedios de Escalada, Monte Chingolo, Bernal, Lomas de Zamora, Temperley i Villa Centenario. Es troba a uns 15 km del microcentre de Buenos Aires.
El seu origen està vinculat al desenvolupament del ferrocarril al segle XIX, que va afavorir la comunicació entre Chascomús i Buenos Aires i va impulsar la urbanització dels afores després de l’epidèmia de febre groga de 1871. El seu nom es deu al ciutadà britànic, especialitzat en ferrocarrils, Edward Banfield, qui va estar a càrrec de la gerència del Ferrocarril del Sud, (actual Ferrocarril General Roca), des de 1865 fins a 1872.
Històricament, el territori era una finca que va passar per diverses mans: de Juan de Zamora als jesuïtes (expulsats el 1767), i més tard venuda a particulars. El 1833 es van incorporar noves terres que serien parcel·lades el 1873. La fundació de Banfield s’associa a la creació de l’estació de tren el 1871 i a la venda de terrenys anunciada per Adolfo Bullrich aquell mateix any.
Els terrenys comprenien l’espai entre l’actual avinguda Hipólito Yrigoyen i el carrer Leandro N. Alem, i entre el carrer Alberto Larroque i l’avinguda Pedro Uriarte. Els tallers ferroviaris propers, avui reutilitzats per la Universitat Nacional de Lanús i altres institucions, van ser un motor de creixement.
L’estació, amb una primera caseta de fusta, esdevingué el centre del primer nucli urbà. El comerç es va desenvolupar principalment al carrer Maipú, i el creixement es va dirigir cap a l’est sobre terres agrícoles. Les estacions de Banfield, Lomas i Temperley conserven la disposició original amb les oficines a l’andana oest.
Banfield va ser declarada ciutat per la Llei Provincial núm. 6.331 el 1960. Durant la dictadura militar (1976–1983), hi va funcionar un centre clandestí de detenció conegut com el Pozo de Banfield, avui museu de la memòria.